# Новобуріно
Новобуріно (рос. Новобурино) — село у Кунашацькому районі Челябінської області Російської Федерації.
Входить до складу муніципального утворення Буринське сільське поселення. Населення становить 1832 особи (2010).

## Історія
Від 1930 року належить до Кунашацького району, спочатку в складі Башкирської АРСР, а відтак Челябінської області.
Згідно із законом від 12 листопада 2004 року органом місцевого самоврядування є Буринське сільське поселення.

## Населення
| 2002 | 2010  |
| ---- | ----- |
| 1748 | ↗1832 |